# Domingo Buezo Leiva
Domingo Buezo Leiva (ur. 19 grudnia 1962 w Los Horcones) – gwatemalski duchowny rzymskokatolicki, w latach 2013–2021 wikariusz apostolski Izabal, biskup diecezjalny Sololá–Chimaltenango od 2021.

## Życiorys
Święcenia prezbiteratu otrzymał 25 listopada 1988 i został inkardynowany do diecezji Zacapa. Przez kilkanaście lat pracował duszpastersko w parafii św. Piotra w Zacapie. W 2002 został proboszczem w Ipali, a w 2009 objął probostwo w Camotán. Od 1998 pełnił jednocześnie funkcję wikariusza biskupiego do spraw duszpasterskich.
9 lutego 2013 został prekonizowany wikariuszem apostolskim Izabal oraz biskupem tytularnym Dardanus. Święcenia biskupie otrzymał 4 maja 2013 z rąk bp. Julio Cabrery Ovallego z Jalapy.
16 lipca 2021 otrzymał nominację na biskupa diecezjalnego Sololá–Chimaltenango. Ingres do katedry diecezjalnej odbył 21 września 2021.